# Los Novels
Los Novel's fueron un grupo de rock and roll mexicano fundado en el año 1964 y disuelto en el año 1967.

## Historia
La primera etapa estuvo integrada por: Jaime Martín Serrano (creador del nombre del grupo) batería; Carlos "Charly" Castillo, cantante, Sergio Ruiz, bajo y en el requinto Manuel Irentel, acompañados de Pedro Guzmán, guitarra de acompañamiento y cantante, quien después tocaría con los “Sleepers”. 
La segunda etapa estuvieron: Jaime, Charly y Sergio, acompañados de Adolfo "Fito" Girón como cantante (fue su primer grupo en México y posteriormente cantó en los Hooligans, en la etapa de "Juanita Banana"), Antonio 'Toño' Cisneros (+) guitarra de acompañamiento (hermano de Humberto Cisneros fundador de los Hooligans) y en el requinto, Victor Constantino (+).
La tercera etapa estuvo integrada por Jaime Martín, batería, Carlos “Charly” Castillo, cantante, Sergio Ruiz , bajo, Toño Cisneros(+) acompañamiento y Jorge Triana(+) en la guitarra requinto. Esta fue la etapa más sólida del grupo hasta que se desintegró debido al robo de todos sus instrumentos en 1967. Muchas canciones grabadas en Orfeón quedaron enlatadas, aunque se publicó su único disco sencillo, con los temas "Todo mi amor"/"El diablo en tu corazón", ambos covers de temas interpretados por los Beatles. 
En 1967 el grupo se disolvió debido al robo de todos sus instrumentos. Sergio Ruiz y Jorge Triana salieron del grupo reclutados por el grupo "Los Dorman" para tocar a los EE.UU., donde estuvieron varios años tocando como "Los Chamacos", regresando Sergio Ruiz y quedándose Jorge (+) quien siguió tocando la guitarra en Minnesota hasta fallecer trágicamente en 2003. También en 1967, muere Toño Cisneros en un accidente carretero en Perú, por lo que fue imposible volver a reunir al grupo.
En 1996 se dio una cuarta etapa con Jaime Martín en la batería, “Charly” Castillo, cantante, Tony Solorzano Cisneros (sobrino de Toño) en el requinto y Hugo Fernández en el bajo, teniendo mucho éxito en varios centros nocturnos de la ciudad de México, como el salón Riviera, el  Barón Rojo, la Plaga y otros.

## Discografía
Fue un único disco sencillo, publicado por Discos Orfeón, número de serie S-45 18040, publicado en 1965, con los temas arriba indicados, que eran las versiones a los temas "All my loving" y "Devil in her heart", ambos interpretados, como se dijo, por Los Beatles. Otros temas grabados por el grupo se editaron en LP recopilatorios y hoy casi olvidados.
Para el año 2000 la nueva alineación de Los Novels que incluía a su cantante original grabó dos CD "Todo mi Amor" y "Rock Reciklado". En la segunda mitad de la década del 2000, Orfeón publicó otra grabación de Los Novels: Un Sueño, cover del sencillo Kicks.
Cabe señalar que desde 2006, Los Novels dejaron de usar este nombre, presentándose ahora como "Los Hooligans S-XXI", posteriormente el nombre quedó como "Los Hooligans", en vista de que el dueño del nombre de ese exitoso grupo de la década de 1960, Humberto Cisneros, le heredó los derechos del nombre a su sobrino Antonio "Tony" Solorzano Cisneros.